# Парламентские выборы в Сенегале (1957)
Парламентские выборы в Сенегале проходили 31 марта 1957 года, на которых избирались 60 депутатов Территориального собрания Сенегала как члена Французского сообщества. В результате убедительную победу одержал Сенегальский народный блок, получивший 47 из 60 мест местного парламента. Конкурентная партия Африканское социалистическое движение оттолкнуло от себя мурабитов, что позволило Сенегальскому народному блоку победить в сельских районах, где религиозные деятели пользовались особым уважением.

## Избирательная система
Выборы проходили после вступления в силу Акта о реформе 23 июня 1956 года, принятого по инициативе Гастона Деффера, который вводил полуавтономные правительства во французских колониях Западной Африки.

## Предвыборная кампания
В большинстве других выборах в Территориальные советы во Французской Западной Африке доминировали филиалы Африканского демократического объединения. Однако на Сенегальских выборах основная борьба проходила между сенегалькими партиями, аффилиироваными с Африканской конвенцией и Африканским социалистическим движением.
Сенегальский народный блок под руководством Леопольда Седара Сенгора, аффилиированный с Африканской конвенцией, образовался незадолго до выборов. Во время прадвыборной кампании Сенгор под социалистическими и националистическими лозунгами смог привлечь многих профсоюзных деятелей и левых интеллектуалов в руководство партии.

## Результаты
| Партия                                         | Голоса    | %    | Места |
| ---------------------------------------------- | --------- | ---- | ----- |
| Сенегальский народный блок                     | 449 844   | 78,0 | 47    |
| Сенегальская партия социалистического действия | 66 458    | 11,5 | 12    |
| Региональные списки                            | 58 465    | 10,1 | 1     |
| Прочие                                         | 1 631     | 0,3  | 0     |
| Недействительных/пустых бюллетеней             | 4 767     | −    | −     |
| Всего                                          | 581 168   | 100  | 60    |
| Зарегистрированных избирателей / Явка          | 1 063 946 | 54.6 | −     |
| Источник: De Benoist                           |           |      |       |